# Burmomiles
Burmomiles – wymarły rodzaj chrząszczy z rodziny omomiłkowatych. Obejmuje tylko jeden opisany gatunek, Burmomiles willerslevorum. Żył w kredzie na terenie współczesnej Mjanmy.

## Taksonomia
Gatunek typowy i rodzaj opisane zostały po raz pierwszy w 2018 roku przez Fabrizia Fantiego, Andersa Letha Damgaarda i Siegharda Ellenbergera na łamach „Cretaceous Research”. Opisu dokonano na podstawie inkluzji w bursztynie birmańskim, odnalezionej w dolinie Hukawng, w gminie Tanai i dystrykcie Myitkyina na terenie birmańskiego stanu Kaczin. Skamieniałość datowana jest na wczesny cenoman. Epitet gatunkowy nadano na cześć genetyka ewolucyjnego, Eske Willersleva, oraz antropologa, Rane Willersleva.

## Morfologia
Chrząszcz o ciele długości między 5,6 a 6 mm. Zaokrąglona głowa zaopatrzona była w duże, wystające oczy, długie i wąskie żuwaczki, jedenastoczłonowe, grzebykowane czułki oraz czeroczłonowe głaszczki szczękowe o członie ostatnim siekierowatym. Szersze od głowy, żółtawe przedplecze miało silnie zaokrąglone brzegi przedni i boczne, prosty brzeg tylny i płytkie punktowanie. Małych rozmiarów żółtawa tarczka była trójkątna z zaokrąglonym wierzchołkiem. Ciemnobrązowe, niewiele szersze od przedplecza pokrywy zwężały się ku zaokrąglonym wierzchołkom i miały gęsto i mocno punktowane rzędy oraz owłosienie. Spód ciała i odnóża były brązowoceglaste. Odnóża cechowały się masywnymi biodrami, powiększonymi krętarzami, przysadzistymi udami, krótszymi od nich i cienkimi goleniami oraz pięcioczłonowymi stopami i członie pierwszym lekko powiększonym, czwartym silnie dwupłatowym, a ostatnim cienkim i zwieńczonym nieząbkowanymi pazurkami. 